# Cvjetno područje rtova
Cvjetno područje rtova (afrikaans: Kaapse floraryk, lat. Capensis) je jedno od šest fitogeografskih cvjetnih carstava na svijetu, a koje se nalazi u blizini rtova Južnoafričkih pokrajina Western Cape i Eastern Cape (Rt dobre nade i Agulhaški rt).
U ovom području suptorpske sredozemne klime površine od oko 95.500 km², nalazi se osam zaštićenih područja površine oko 55.300 km² koja su najbogatije vrstama cvijeća na svijetu (oko 9.000 vrsta), s jako velikim brojem endema (oko 69%). Iako čini tek 5% površine Afrike, u njemu se nalzi više od 20% svog cvijeća u Africi.
Jako kiselo i slabohranjivo tlo rtovske pješčenjačke ploče je ipak dom velikoj bioraznolikosti biljaka. Njega uglavnom čine fynbos grmovi (rodova Proteaceae, Ericaceae i Restionaceae), vatrom-skloni tvrdolisni grmovi, mediteranske šume i makije, te divlje poljsko cvijeće (npr. razne glavočike kao endemska Elytropappus rhinocerotis). Biljke ovog područja su razvile jedinstvene reproduktivne strategije raspršivanja sjemena insektima (mravima i termitima), prilagodbu na vatru, kao i obrasce endemizma te adaptivne radijacije izuzetne vrijednosti za znanost. Naime, ovo područje ima mnogih zajedničkih elemenata s florama područja Australije i Antarktika, što ukazuje na njihovo zajedničko (gondvansko) podrijetlo tijekom geoloških razdoblja jure i krede.
Cvjetno područje rtova je prepoznala neprofitna organizacija Conservation International (CI) kao jedno od 200 svjetskih ekopodručja bioraznolikosti, a 2004. godine su njegovih osam zaštićenih područja upisana na UNESCO-ov popis mjesta svjetske baštine u Africi zbog "izvanredne raznolikosti, gustoće i endemizma flore koja je među najbogatijima u svijetu". 
Zbog jedinstvenosti i ljepote ovog područja procvao je i ekološki turizam koji donosi oko 77 mlijuna randa godišnje.

## Popis UNESCO-ovih lokaliteta
| Slika | Ime                                 | Vrsta             | Lokacija                   | Koordinate                                      | Bilješke |
| ----- | ----------------------------------- | ----------------- | -------------------------- | ----------------------------------------------- | --- |
|       | Tafelsberg                          | nacionalni park   | Kaapstad, Western Cape     | 33°34′21″S 18°14′28″E / 33.572633°S 18.241119°E | Osnovan 29. svibnja 1998. godine oko planine Tafelsberg kako bi se zaštitila njegova jedinstvena vegetacija fynbos grmova. Na njegovom kraju se nalazi najjužnija točka Afrike, Rt dobre nade. |
|       | Sederberg ("Gorje cedra")           | prirodni rezervat | Clanwilliam, Western Cape  | 32°12′S 19°30′E / 32.20°S 19.5°E                | Prirodni rezervat površine 710 km² osnovan je 1973. godine kako bi se zaštilio Clanwilliamov cedar (Widdringtonia cedarbergensis), endemsko drvo po kojem je nazvano cijelo gorje Cederberg. Pored toga u rezervatu se nalaze slavne dramatične stijene i slikarije na stijenama naroda San.              |
|       | Groot Winterhoek                    | prirodni rezervat | Western Cape               | 32°23′S 19°30′E / 32.38°S 19.5°E                | |
|       | Planinski kompleks Boland           | prirodni rezervat | Stellenbosch, Western Cape | 33°33′S 18°31′E / 33.55°S 18.51°E               | Kompleks se sastoji od nekoliko rezervata prirode: Jonkershoek, Assegaaibosch, Hottentots-Holland i Kogelberg, koji se prostiru od morske obale duboko u unutrašnjost i u njima se nalazi više od 1.600 vrsta biljaka, što je najveća bioraznolikost biljaka na svijetu.                                  |
|       | De Hoop                             | prirodni rezervat | Overberg, Western Cape     | 34°15′47″S 20°19′31″E / 34.263°S 20.3252°E      | Osnovan 1957. godine i ima površinu oko 360 km² uz obalu Agulhaškog rta |
|       | Boosmansbos ("Šuma ljutog čovjeka") | rezervat divljine | Langeberg, Western Cape    | 33°33′S 20°31′E / 33.55°S 20.52°E               | Rezervat ima površinu oko 142 km² oko 1.637 m visokog vrha Grootberg od kojega se pruđaju 200 m duboki klanci sve do morske obale. Čine ga fynbos grmovi na planini i šumovita dolina drveća Afrocarpus falcatus, Ocotea bullata i Cunonia capensis.                                                      |
|       | Kompleks Swartberg ("Crne planine") | prirodni rezervat | Swartberg, Western Cape    | 33°13′12″S 22°12′41″E / 33.2200°S 22.2115°E     | Kompleks Swartberg se sastoji od nekoliko prirodnih rezervata: Swartberg, Gamkapoort i Towerkop, smještenih oko gorja Swartberg koje se nalazi usred poluaridnog krajolika Karoo. |
|       | Baviaanskloof mega-rezervat         | prirodni rezervat | Eastern Cape               | 34°15′47″S 20°19′31″E / 34.263°S 20.3252°E      | Baviaanskloof ("Dolina pavijana") je područje od gorja Baviaanskloof i Kouga, te ima površinu oko 5.000 km². U njemu se nalazi nekoliko prirodnih rezervata: Baviaanskloof (površinom od 1.843,85 km² treće u JAR), Groendal i Formosa, u kojima se nalaze i privatni posjedi koji služe za ispašu stoke. |

## Vanjske poveznice
- Središte bioraznolikosti rtova (engl.)
- Cape Action: the Cape floristic Region  Arhivirana inačica izvorne stranice od 3. prosinca 2010. (Wayback Machine) (engl.)